# Gerhard Sessler
Gerhard Martin Sessler (Pforzheim, 15 febbraio 1931) è un inventore e fisico tedesco, famoso per l'invenzione del microfono a condensatore (electret).

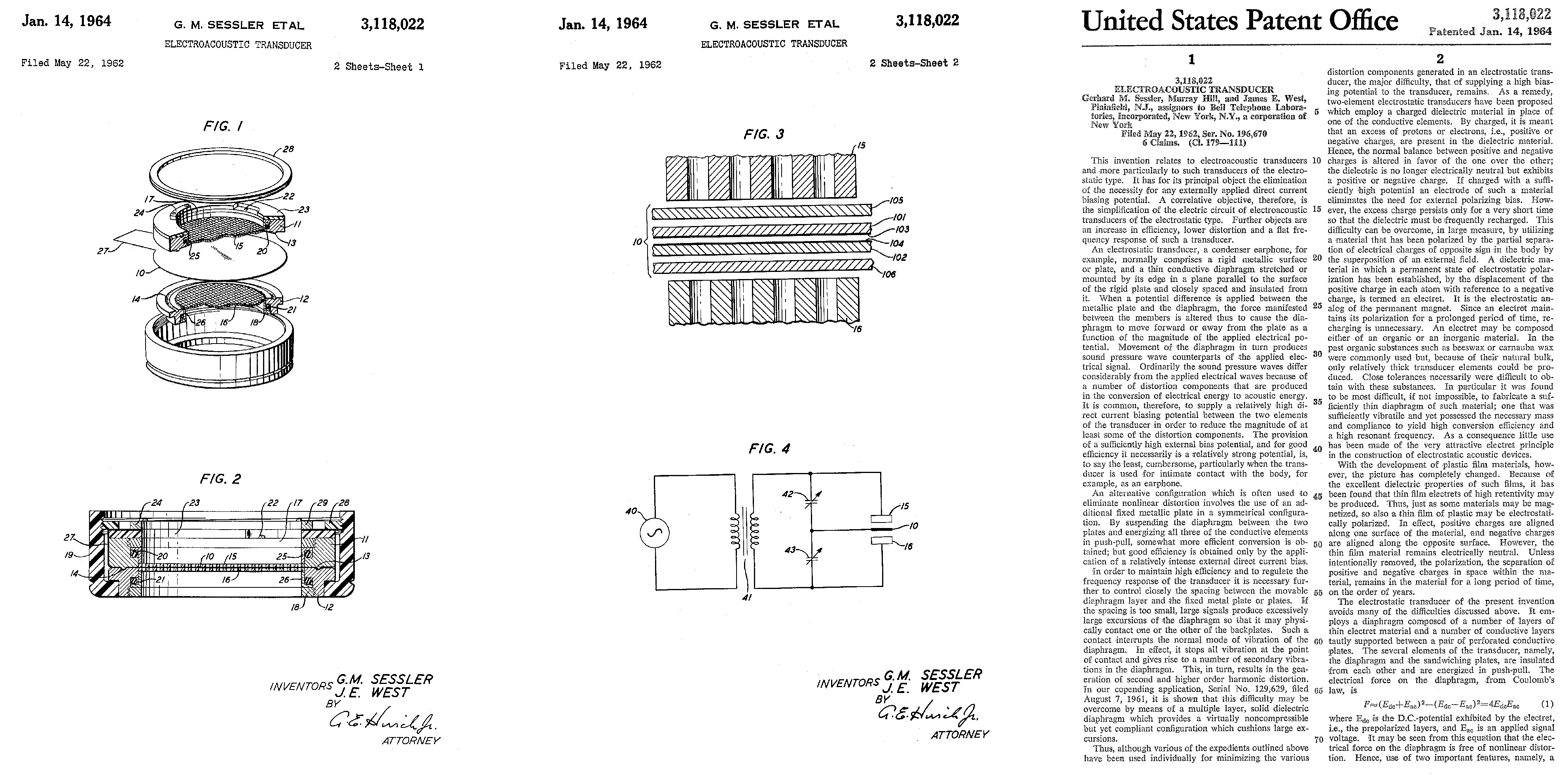

Ha ricevuto una formazione in fisica alle Università di Friburgo in Brisgovia, di Monaco di Baviera e di Göttingen. Si è diplomato all'università di Göttingen nel 1957, e nel 1959 ha svolto un dottorato alla stessa università.
Ha lavorato ai Bell Labs., a Murray Hill (Stati Uniti), tra il 1959 ed il 1975. Dal 1975 è professore di elettroacustica all'università Darmstadt.

## Premi
- George R. Stibitz Trophy, AT&T, 1993
- Helmholtz-medal of the DEGA, Deutsche Gesellschaft für Akustik, 1993
- Silver Helmholtz-Rayleigh-medal of the Acoustical Society of America, 1997
- National Inventors Hall of Fame, 1999
- Premio de Eduard-Rhein-Foundation, 2007